# 光之跡象
光之跡象（日语：光の気配）是近畿小子發行的第41張單曲。2019年12月4日由傑尼斯娛樂所發行。

## 概要
2019年第一彈的單曲。
距離前一個作品《想見你、想見你、卻見不到。》隔了約一年。
除了主打的光的跡象外，收錄的曲子皆不同。
初回版A跟初回版B分別收錄不同版本的MV，初回版A是相隔9年的外景，在海邊及沙攤拍攝的「HIKARI.ver」
初回版B是在攝影棚組裝雄偉的背景將目前走過及今後將要邁進的道路以幻想方式呈現的「KEHAI.ver」。
另外，所有版本的預購贈品皆為資料夾。
作詞的是與近畿小子同世代的聲優坂本真綾來擔任。
簡單的4個節奏由歌聲與管弦樂團所構成，展現出動人心弦的慢板歌曲，成為了只有此時的近畿小子才能表現出的曲子。

## 排行榜成績
首周的銷量為17.2萬張，在12月26日發表的日本公信排行榜週間單曲排行榜中初登場獲得第一名。
更新了從出道開始連續41張單曲皆獲得第一名的記錄。

## 收錄曲

### 初回版A
CD
1. 光之跡象
（作詞：坂本真绫 / 作曲：川口進、Louise Frick Sveen、Xisco / 編曲：安部潤 / 合音編排：佐佐木久美）
2. 光之跡象 -Backing Track-

DVD
- 光之跡象 Music Clip -HIKARI ver.- & Making

### 初回版B
CD
1. 光之跡象
2. 不凋零的花
（作詞：岩里祐穗 / 作曲：馬飼野康二 / 編曲：船山基紀）

DVD
- 光之跡象 Music Clip -KEHAI ver.- & Making

### 普通版（CD ONLY）
1. 光之跡象
2. 晚夏
（作詞・作曲：マシコタツロウ / 編曲：sugarbeans / 合音編排：伊澤麻未）
3. Tuning
（作詞・作曲：森大輔、岡田健次良 / 編曲：Ikuta Machine / 合音編排：森大輔）